# Perdita mimula
Perdita mimula är en biart som beskrevs av Timberlake 1960. Perdita mimula ingår i släktet Perdita och familjen grävbin. Inga underarter finns listade i Catalogue of Life.